# Atriplex prostrata
Atriplex prostrata é uma espécie de planta com flor pertencente à família Chenopodiaceae. 
A autoridade científica da espécie é Boucher ex DC., tendo sido publicada em Flore Française. Troisième Édition 3: 387. 1805.

## Portugal
Trata-se de uma espécie presente no território português, nomeadamente em Portugal Continental, no Arquipélago dos Açores e no Arquipélago da Madeira.
Em termos de naturalidade é nativa das três regiões atrás indicadas.

## Protecção
Não se encontra protegida por legislação portuguesa ou da Comunidade Europeia.